# Tomoko Taniguchi
Tomoko Taniguchi (japanisch たにぐち 智子 Taniguchi Tomoko, * 8. Mai 1968 in Hokkaidō, Japan) ist eine japanische Mangaka und Illustratorin. 

## Werdegang und Werk
In ihrer Studienzeit verbrachte Tomoko ein Jahr in den USA. Nach ihrer Rückkehr wollte sie ihren Traum, Mangaka zu werden, umsetzen und nahm an einem Wettbewerb für neue Zeichner teil. Sie gewann den ersten Preis beim ausschreibenden Horror-Magazin und wurde dort erstmals gedruckt. Danach wechselte sie zu Shōjo-Magazinen, die sich an Mädchen richten. Im Omajinai erschien mit An-Pan Balance ihre erste Kurzgeschichte für diese Leserschaft. Ihre weiteren Werke erzählen stets romantische Geschichten, mal in Fantasy-, Alltags- oder Horrorsetting. Während sie in Japan relativ wenig bekannt war, wurde sie in den USA in der Manga-Fanszene recht bekannt. Sie gehörte zu den ersten in den USA publizierten Shōjo-Mangaka. Fast alle ihre Werke wurden dort von Central Park Media veröffentlicht und 2001 schuf sie mit SpellBound: The Magic of Love eine Geschichte eigens für den amerikanischen Markt, der dort bei Fanboy Entertainment erschien.
Zu ihren wichtigsten Einflüssen zählt Taniguchi die Mangaka Osamu Tezuka, Riyoko Ikeda und Masako Sone. Laut der Zeitschrift MangasZene sind ihre Werke charakterisiert von einem „zarten, luftigen“ Stil, „hinter dem handwerkliche Solidität zu erkennen ist“. Ihre melancholischen Kurzgeschichten würden durch einfühlsame Charakterisierungen nachvollziehbar und „lebendig, positive Enden trösten über den eigenen Seelenschmerz hinweg“. Ihr in Zutto Issho ni iyō ne gesammeltes Frühwerk nennt Jason Thompson „technisch noch rau, aber charmant“, mit Anspielungen an die amerikanische Kultur der 1980er Jahre und „unterhaltsam kitschig“. Auch in späteren Werken bliebe ihr Stil süß aber in seinen Möglichkeiten beschränkt und die Geschichten nicht alle richtig ausgearbeitet. Taniguchis längste Serie, Datte Onnanoko na no yō!, über drei Oberschülerinnen und einen Jungen, der in den USA Schauspieler werden will, sei zugleich die am besten geschriebene. Das spätere Himette Yonde Ne! sei der Höhepunkt der Niedlichkeit ihres Stils und gut erzählt für junge Leser.

## Bibliografie
- Zutto Issho ni iyō ne (ずっと一緒にいようね, 1987–1989, 1 Band, Kurzgeschichtensammlung)[3]
- Aquarium (1990, 1 Band, Kurzgeschichtensammlung)[4]
- Emerald Daite (エメラルド抱いて, 1990, 1 Band)
- Miss Me? (1991, 1 Band)
- Datte Onnanoko na no yō! (だって女のコなのよぉ♥, 1991–1992, 2 Bände)
- Tōkibi-batake de Love & Peace (とうきび畑でラブ＆ピース, 1992, 1 Band)
- Himette Yonde Ne! (姫ってよんでねっ, 1993, 1 Band)
- Princess Prince (1994, 1 Band, Kurzgeschichtensammlung)[2]
- SpellBound: The Magic of Love (2001, 3 Hefte)[2]